# 케랄라쥐
케랄라쥐(Rattus ranjiniae)는 시궁쥐속에 속하는 설치류의 일종이다. 인도 케랄라 주에서만 발견된다. 케랄라 주 알레피와 트리수르, 티루바난타푸람에서만 파편적으로 알려져 있다. 자연 서식지는 아열대 또는 열대 기후 지역의 건조 저지대 초원과 습지이다.